# Биркбек (Лондонский университет)

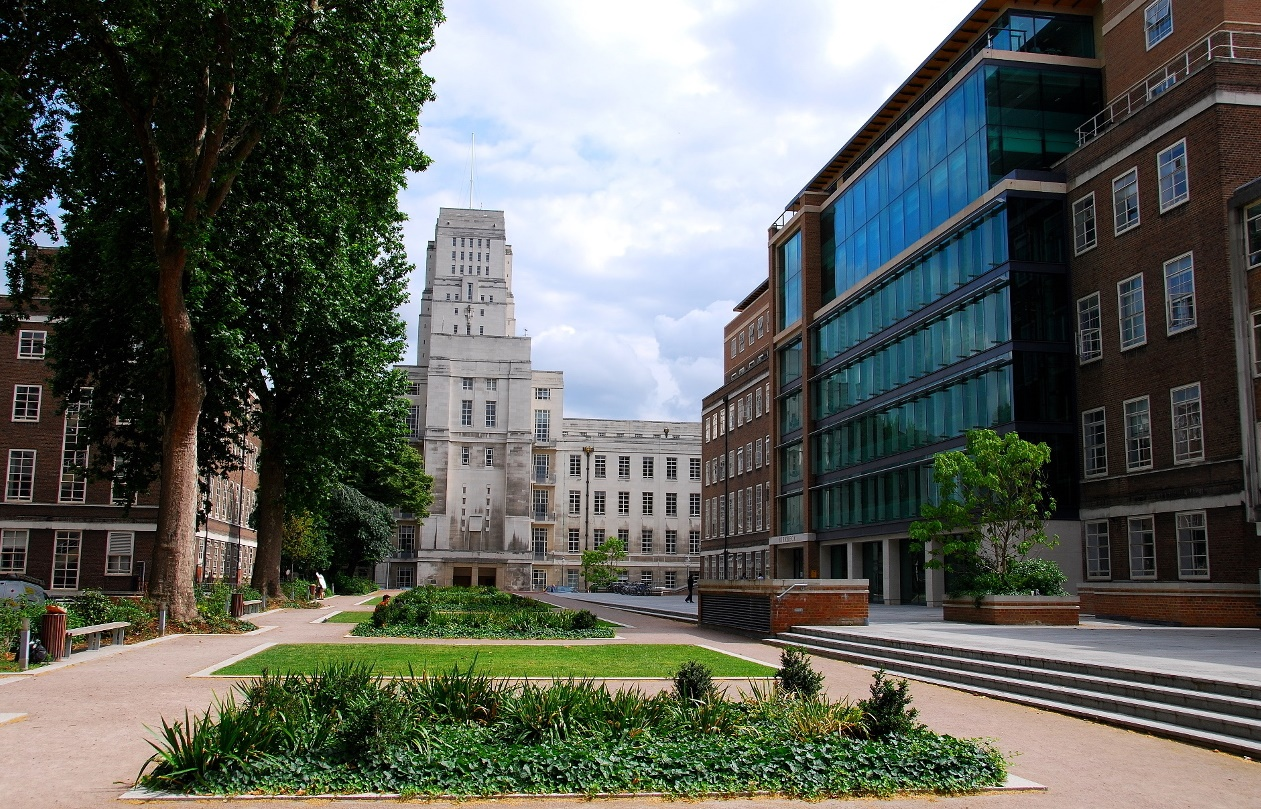
Часть главного корпуса Биркбека в Блумсбери, с изображением главного входа

Биркбек (Лондонский университет) (англ.  Birkbeck, University of London) (Ранее — Биркбек-колледж) — исследовательское и образовательное учреждение с вечерней формой обучения, специализирующееся в предоставлении высшего образования. Является составной частью Лондонского университета. Основан в 1823 году. Количество студентов — 18 000.

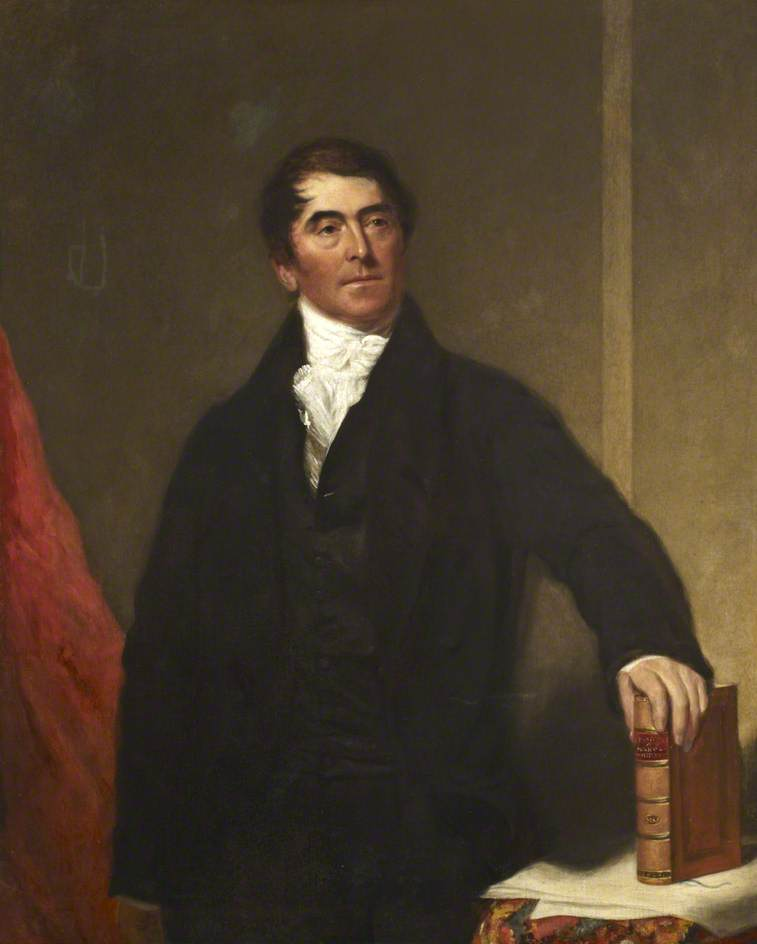
Сэр Джордж Биркбек, основатель Биркбека, Лондонский университет

Главное здание находится в Блумсбери в центральном Лондоне. В партнерстве с Университетом Восточного Лондона, Биркбек имеет дополнительный кампус в Стратфорде на северо-востоке Лондона.
Главное здание Биркбека расположено в районе Блумсбери в лондонском округе Камден в Центральном Лондоне. В партнерстве с Университетом Восточного Лондона, Биркбек имеет дополнительный большой кампус в Stratford,  рядом с Королевским театром. Биркбек предлагает более 200 программ для студентов и аспирантов, которые можно изучать как на заочной, так и на очной форме обучения, хотя почти все лекции читаются в вечернее время. Академическая деятельность Биркбека организована на пяти факультетах, которые подразделяются на девятнадцать кафедр. Биркбек, являясь частью Лондонского университета, разделяет академические стандарты университета и присуждает степени Лондонского университета. Как и другие колледжи Лондонского университета, Биркбек также получил свои собственные независимые полномочия по присуждению степеней, которые были подтверждены Тайным советом в июле 2012 года. Качество степеней, присуждаемых Биркбеком, было подтверждено Агентством по обеспечению качества Великобритании по результатам институциональных аудитов в 2005 и 2010 годах.
Биркбек является членом академических организаций, таких как Ассоциация университетов Содружества и Европейская университетская ассоциация. Университет также является членом Screen Studies Group. Центр функционирования и развития мозга университета был удостоен Юбилейной премии королевы за исследования мозга в 2005 году.
Среди выпускников Биркбека - пять нобелевских лауреатов, многочисленные политические лидеры, члены парламента Соединенного Королевства и премьер-министр Великобритании.

## История

### Основатель
В 1823 году сэр Джордж Биркбек, врач, выпускник Эдинбургского университета и один из пионеров образования для взрослых, основал тогда еще Лондонский институт механиков на собрании в таверне Корона и якорь в районе Стрэнд. На собрании присутствовало более двух тысяч человек. Однако эта идея не пользовалась всеобщей популярностью, и некоторые обвиняли Биркбека в "разбрасывании семян зла".
В 1825 году, спустя два года, институт переехал в здание Саутгемптона на Чансери-лейн. В 1830 году были приняты первые студентки. В 1858 году изменения в структуре Лондонского университета привели к открытию доступа к экзаменам на получение степени. Институт стал основным провайдером заочного университетского образования.
В 1866 году институт изменил свое название на Литературный и научный институт Биркбека.
В 1885 году Биркбек переехал в здание Бримс на Феттер-Лейн, где и оставался в течение следующих шестидесяти семи лет.
В 1904 году был создан Союз студентов Биркбека.

### Биркбек-колледж

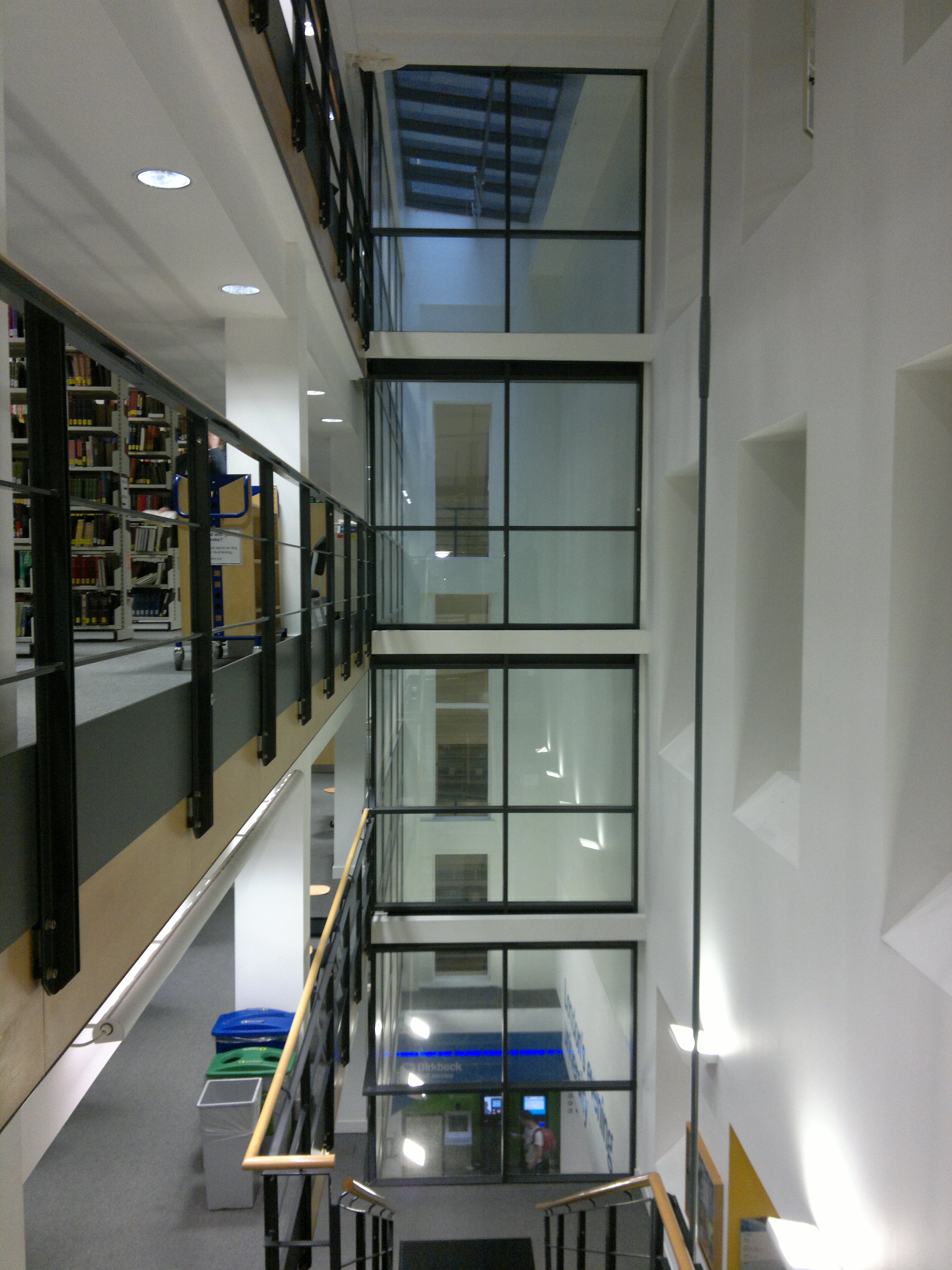
Интерьер новой библиотеки

В 1907 году полное название Биркбека было сокращено до "Биркбек-колледж". В 1913 году обзор Лондонского университета (который был реструктурирован в 1900 году) успешно рекомендовал сделать Биркбек колледжем, хотя начало Первой мировой войны отложило это до 1920 года. Королевская хартия была выдана в 1926 году.
В 1921 году первая женщина-профессор колледжа, дама Хелен Гвинн-Воган, начала преподавать ботанику. Среди других выдающихся преподавателей в межвоенные годы были Николаус Певснер, Дж. Д. Бернал и Сирил Джоад.
Во время Второй мировой войны Биркбек был единственным центральным колледжем Лондонского университета, который не был переведен из столицы. В 1941 году библиотека пострадала во время Блица, но преподавание продолжалось. Во время войны колледж организовывал заочные лекции для широкой публики, которые читали, в частности, Джоад, Певснер и Гарольд Николсон.

В 1952 году колледж переехал в свое нынешнее здание на Малет-стрит.

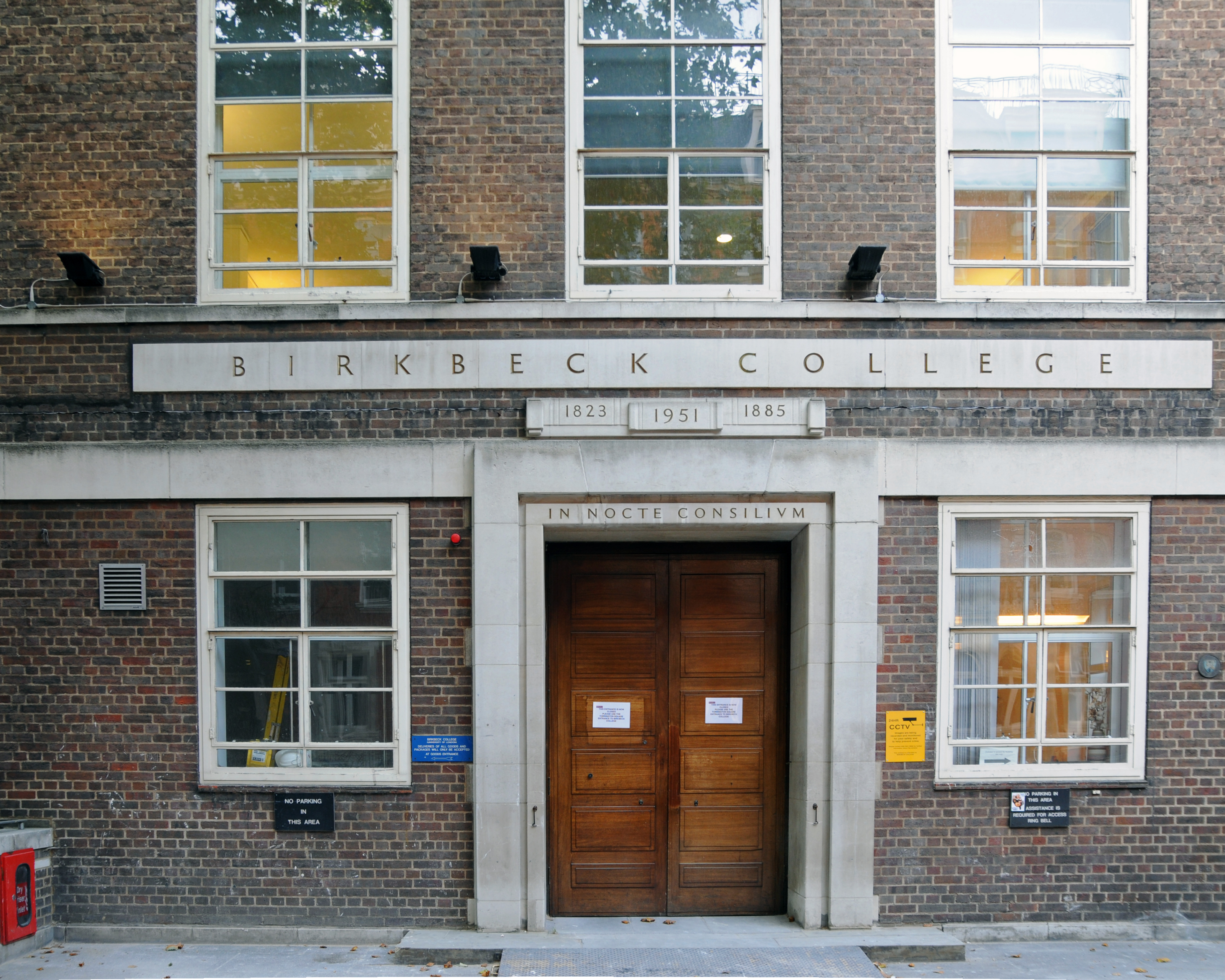
Бывший главный вход в колледж Биркбек; новый вход находится с другой стороны этого здания

### Текущий статус
В 2002 году университет был переименован в Birkbeck, University of London, исключив слово College из своего предпочтительного названия, но Birkbeck College, University of London остается его полным юридическим названием. В 2003 году, после масштабной реконструкции, здание на Малет-стрит было вновь открыто канцлером Лондонского университета и при участии принцессы Анны.
В 2006 году Биркбек объявил, что Совет по финансированию высшего образования Англии выделил ему 5 миллионов фунтов стерлингов на расширение программы обучения в восточной части Лондона в сотрудничестве с Университетом Восточного Лондона. Партнерство было официально открыто 21 ноября 2006 года и получило название Birkbeck Stratford.
Биркбек - крупнейший колледж Лондонского университета, не присуждающий собственных степеней. Несмотря на то, что с 2012 года Биркбек обладает правом присуждать собственные степени, он предпочитает оставлять его в резерве, присуждая степени Лондонского университета. Он также предлагает множество курсов непрерывного образования, ведущих к получению сертификатов и дипломов, базовых степеней и краткосрочных курсов.

## Корпус и местоположение
Биркбек в основном расположен между Малет-стрит и Вобурн-сквер в Блумсбери, а на соседних улицах находится ряд институтов, учебных больниц и научных лабораторий. Дом друзей также частично принадлежит Юридической школе Биркбека. Школа искусств, включая факультет английского языка и гуманитарных наук, располагается в бывшей резиденции Вирджинии Вульф на Гордон-сквер в Блумсбери. Среди других известных бывших жителей этого дома - Джон Мейнард Кейнс, Ванесса Белл и Лидия Лопокова.
Многие лекции Биркбека проводятся в других местах в районе Блумсбери, что объясняется стратегией Биркбека по расширению программы, направленной на доступность высшего образования.
Биркбек расширил свою деятельность в восточной части Лондона совместно с Университетом Восточного Лондона. Проект известен как Birkbeck Stratford. Кампус официально открылся в ноябре 2013 года.

## Структура колледжа
Университет состоит из пяти школ, включающих в себя в общей сложности 19 различных академических факультетов, а именно:
- Факультет английского языка, театра и творческого письма
- Факультет культур и языков
- Факультет истории искусств
- Факультет кино, медиа и культурных исследований
- Факультет компьютерных наук и информационных систем

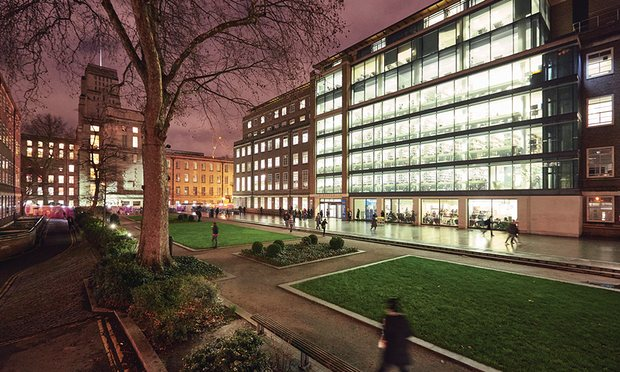
Кампус Блумсбери в ночное время

- Логотип БиркбекаРесторан колледжа БиркбекКампус Блумсбери в ночное времяФакультет экономики, математики и статистики
- Факультет менеджмента

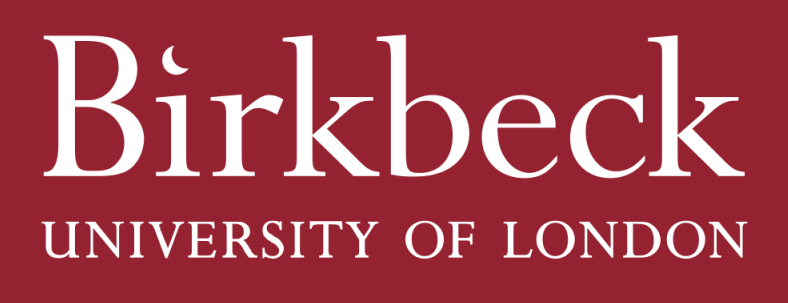
Логотип Биркбека

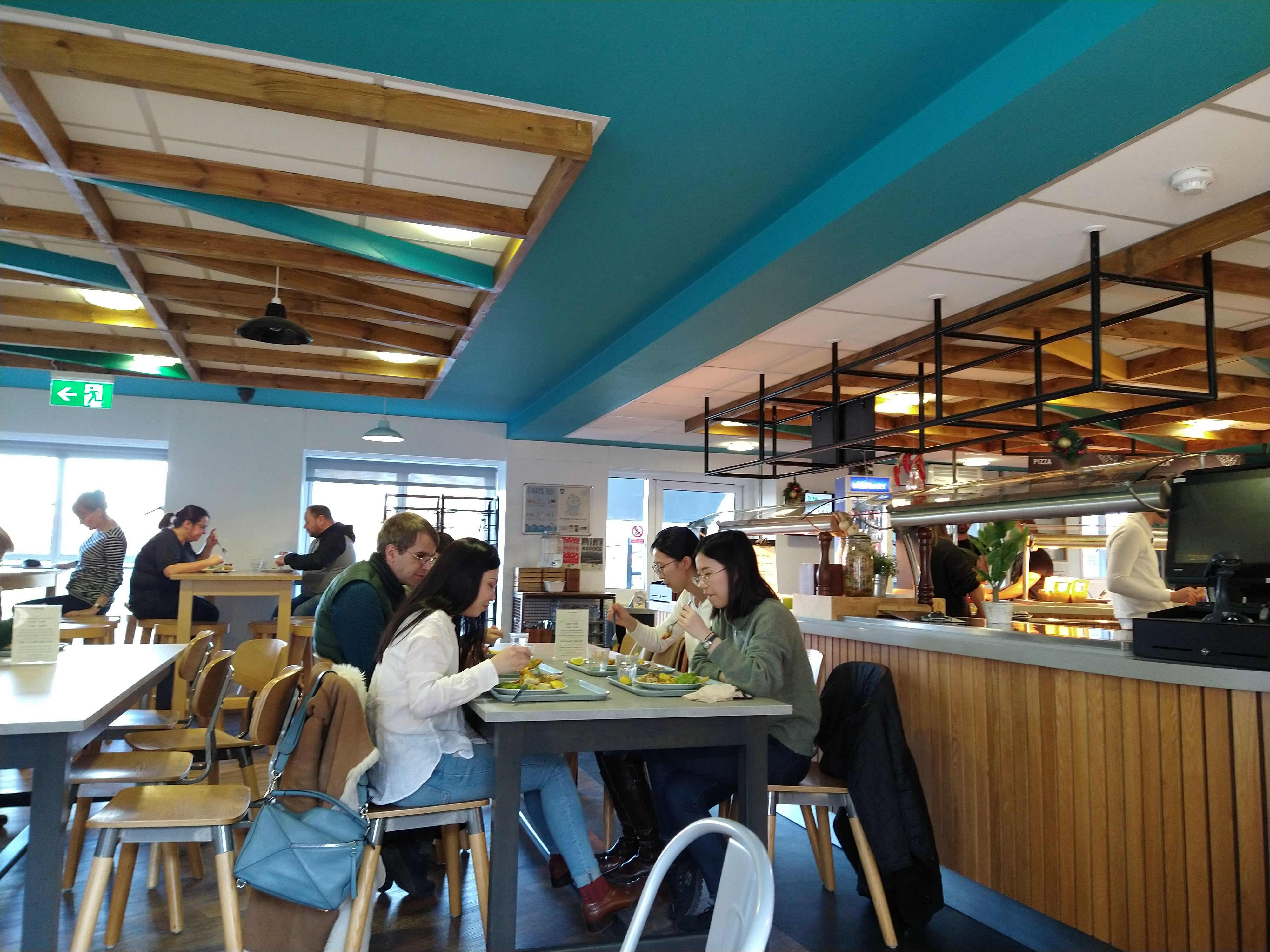
Ресторан колледжа Биркбек

- Факультет организационной психологии
- Юридический факультет
- Факультет криминологии
- Факультет биологических наук
- Факультет наук о Земле и планетах
- Факультет психологических наук
- Факультет прикладной лингвистики и коммуникации
- Департамент географии
- Факультет истории и археологии
- Департамент философии
- Факультет политики
- Факультет психосоциальных исследований

## Научный профиль

### Исследования и обучение
Биркбекский гуманитарный институт (БИР) был основан в 2004 году, а его международным директором был назначен известный, но противоречивый словенский философ Славой Жижек. Согласно информации на сайте института, его целью является, в частности, "обсуждение важных общественных проблем современности посредством проведения открытых дебатов, лекций, семинаров и конференций", а также "создание и продвижение атмосферы междисциплинарных исследований и сотрудничества между учеными и исследователями". Открытие института не обошлось без споров, вызвав статью в газете The Observer под названием "Что интеллектуалы когда-либо сделали для мира?", в которой критиковалась мнимая неактуальность и элитарность современных публичных интеллектуалов. В настоящее время директором института является Костас Дузинас. В 2004 году Биркбек также вступил в исследовательское и преподавательское сотрудничество с Институтом образования, совместно основав Лондонскую лабораторию знаний. Этот междисциплинарный исследовательский институт объединяет социологов и компьютерщиков для решения исследовательских вопросов о технологиях и обучении.
Между тем, с середины 1990-х годов работает аспирантура Лондонского консорциума - сотрудничество между Биркбеком, галерей Тейт, Институтом современного искусства, Архитектурной ассоциацией и, до 1999 года, Британским институтом кино - предлагающая магистерские и докторские степени в области междисциплинарных гуманитарных наук и культурных исследований, финансируемых и совместно преподаваемых всеми участвующими учреждениями. Среди постоянных и адъюнкт-преподавателей - Том Маккарти, Колин Маккейб, Лора Малви, Стивен Коннор, Марина Уорнер, Джульет Митчелл, Стюарт Холл, Роджер Скрутон, Салман Рушди, Тильда Суинтон, а также Славой Жижек. В настоящее время его председателем является Энтони Джулиус.
С 2003 года, когда Дэвид Лэтчман из UCL стал магистром Биркбека, он наладил более тесные отношения между этими двумя колледжами Лондонского университета и лично поддерживает факультеты в обоих. Совместные исследовательские центры включают Институт Земли и планетарных наук UCL/Birkbeck, Центр образовательной нейронауки UCL/Birkbeck/IoE, Институт структурной и молекулярной биологии UCL/Birkbeck и Центр нейровизуализации Birkbeck-UCL.
Научные исследования в Биркбеке имеют заметные традиции. Физик Дэвид Бом, внесший заметный вклад в теорию квантовой механики, был профессором теоретической физики с 1961 по 1987 год, нобелевские лауреаты Аарон Клуг на кафедре кристаллографии, Дерек Бартон на кафедре химии вместе с выдающимся физиком Роджером Пенроузом и Дэвидом Бомом на кафедре физики. Компьютерный ученый Кэтлин Бут написала первый язык ассемблера. Биркбек является частью Института структурной молекулярной биологии, в состав которого входит Блумсберийский центр структурной биологии, основанный в 1998 году. Это совместное предприятие Биркбекского колледжа и Университетского колледжа Лондона, ведущий академический центр по переводу последовательностей генов и определению структуры и функции белков. В состав университета также входит Блумсберийский центр биоинформатики, совместное предприятие Биркбекского колледжа и Университетского колледжа Лондона для проведения исследований в области биоинформатики, геномики, системной биологии, GRID-вычислений и анализа текстов.
Биркбек занял 13-е место в рейтинге The Guardian 2001 Research Assessment Exercise и 26-е место в эквивалентной таблице Times Higher Education. По результатам RAE 2008 года Биркбек вошел в 25% лучших многофакультетных высших учебных заведений Великобритании. В рамках RAE оценивалось качество исследований по целому ряду предметов в 159 высших учебных заведениях Великобритании. Представленные Биркбеком работы по наукам о Земле, психологии, истории, классике и археологии, истории искусства, кино и визуальных медиа вошли в пятерку лучших в стране. В REF2014 половина заявок Биркбека была оценена в 20 лучших на национальном уровне, а восемь заявок получили 100% рейтинг за исследовательскую среду. 73% исследований Биркбека были оценены как "ведущие в мире" (4*) или "превосходные на международном уровне" (3*).

## Рейтинг
Центр функционирования и развития мозга Биркбека был удостоен Юбилейной премии королевы за исследования мозга в 2005 году. В 2010 году Биркбек вошел в шорт-лист премии "Университет года по версии Times Higher Education".
В 2021 году в рейтинге Times Higher Education World University Rankings Биркбек занял 95-е место в мире по психологии. Университет постоянно входит в сотню лучших в мире по рейтингу QS World University Rankings по английскому языку и литературе и философии. На международном уровне Биркбек входит в число 350 лучших университетов мира по рейтингам Times Higher Education World University Rankings 2020 и QS World University Rankings 2020.
В 2018 году Биркбек объявил о выходе из рейтинга университетов Великобритании, поскольку их методология несправедливо наказывает его, так как "несмотря на высокий рейтинг преподавания и исследований, другие факторы, вызванные его уникальной моделью преподавания и не связанные с его успеваемостью, значительно снижают его рейтинг".

## Профсоюз студентов
Союз студентов Биркбека (BBKSU) был основан в 1904 году и был одним из основателей Национального союза студентов.
Изначально им управлял Совет, избранный из числа студентов и ответственный перед ними, но сегодня он управляется совместно со Студенческим советом, Исполнительным комитетом, Попечительским советом и Комитетом клубов и обществ.
Первоначально студенты платили ежегодный членский взнос, но теперь они автоматически регистрируются в качестве членов при поступлении на курс в колледже.
Союз студентов Биркбека предлагает ряд сообществ для студентов, а также различные спортивные клубы, которые состоят в лиге Лондонского университета. Он также предоставляет поддержку студентам, издает студенческий журнал, отвечает за студенческий магазин и бар. Студенты Биркбека также имеют доступ к обществам и клубам Студенческого Центра, здания которое примыкает к главному зданию Биркбека в Блумсбери.

## Выдающиеся люди

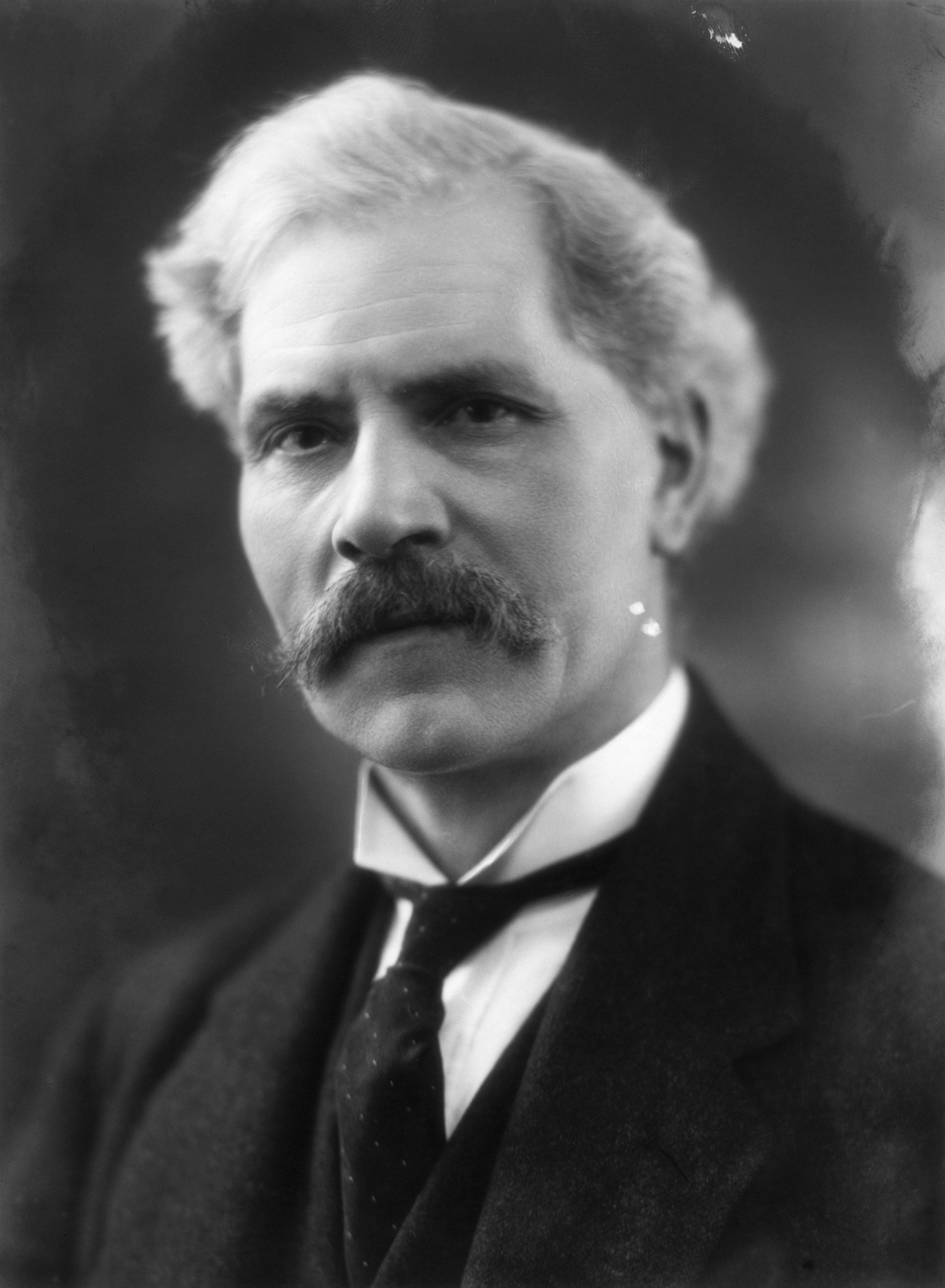
Рамзи Макдональд, первый премьер-министр Великобритании от партии Лейбористов
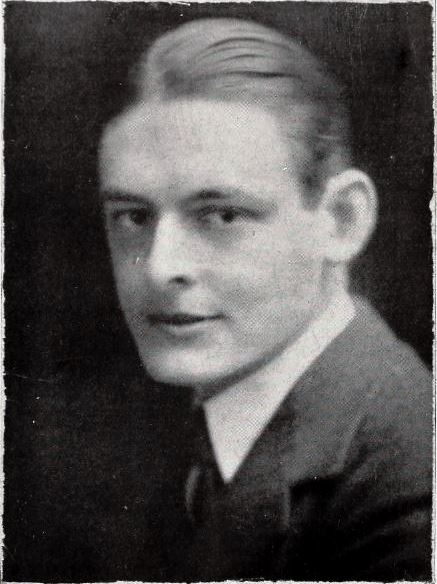
T. С. Элиот, преподаватель английского языка и лауреат Нобелевской премии по литературе 1948 года
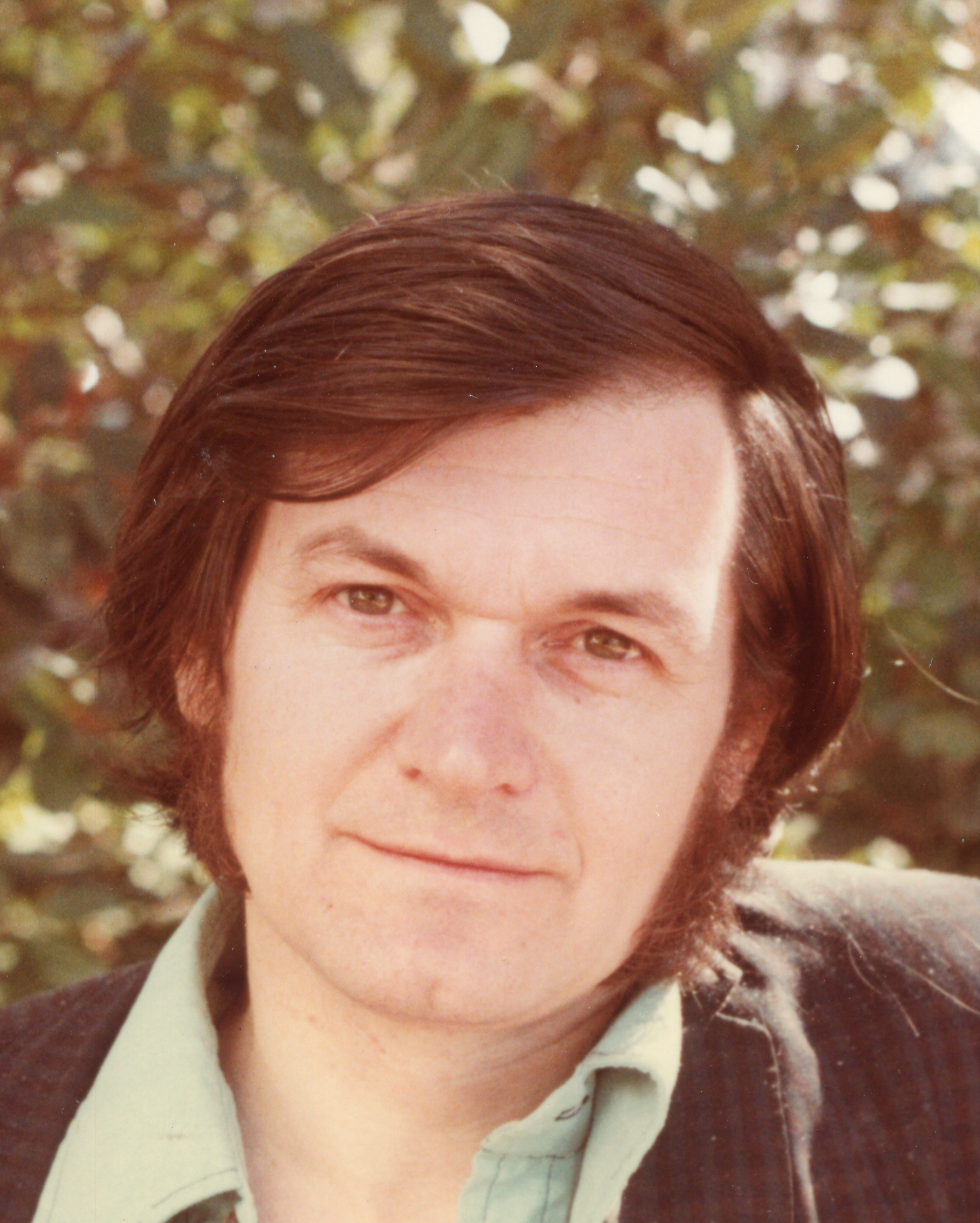
Роджер Пенроуз, физик, лауреат Нобелевской премии по физике 2020 года
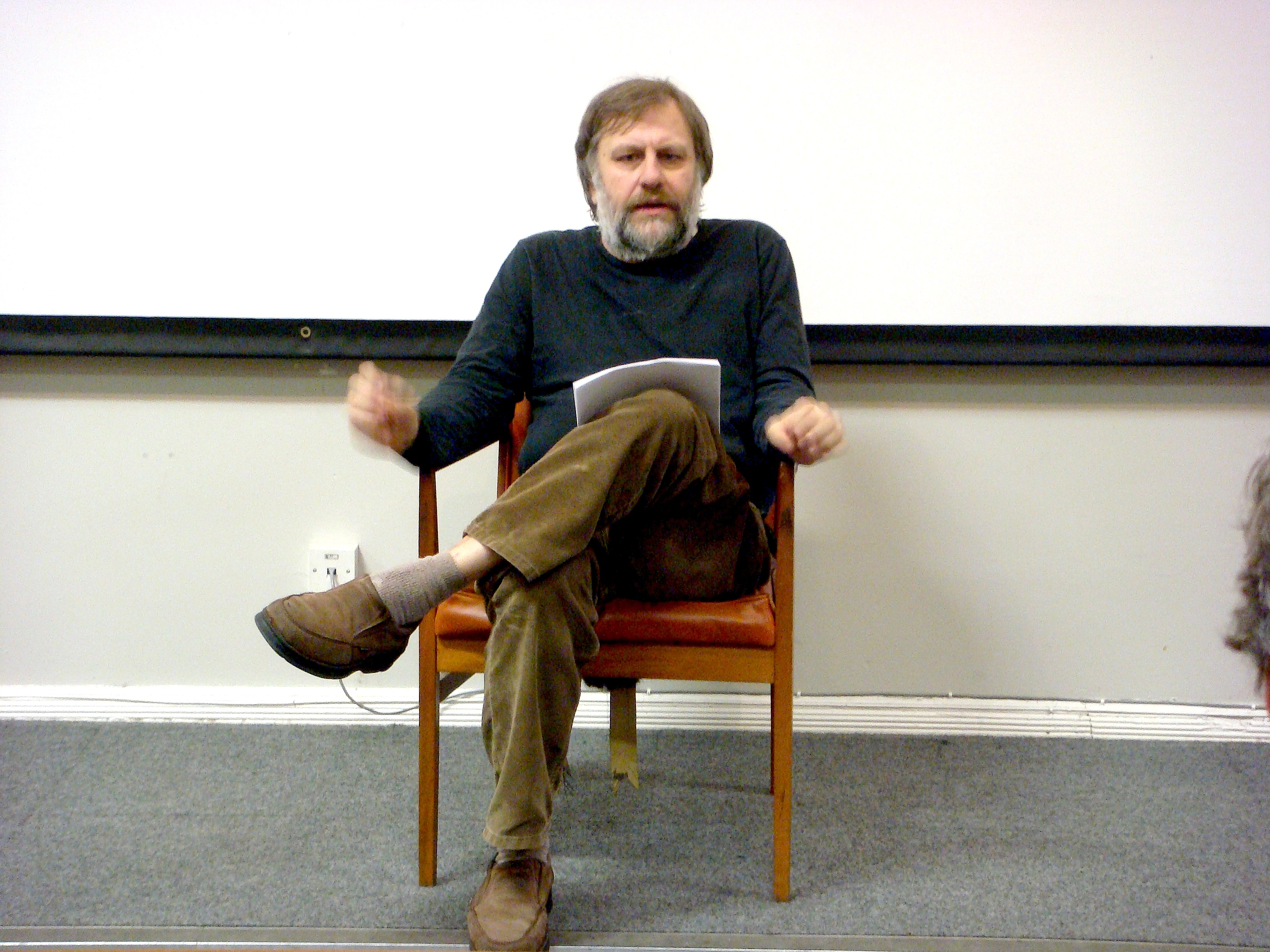
Славой Жижек, философ и международный директор Биркбекского института гуманитарных наук
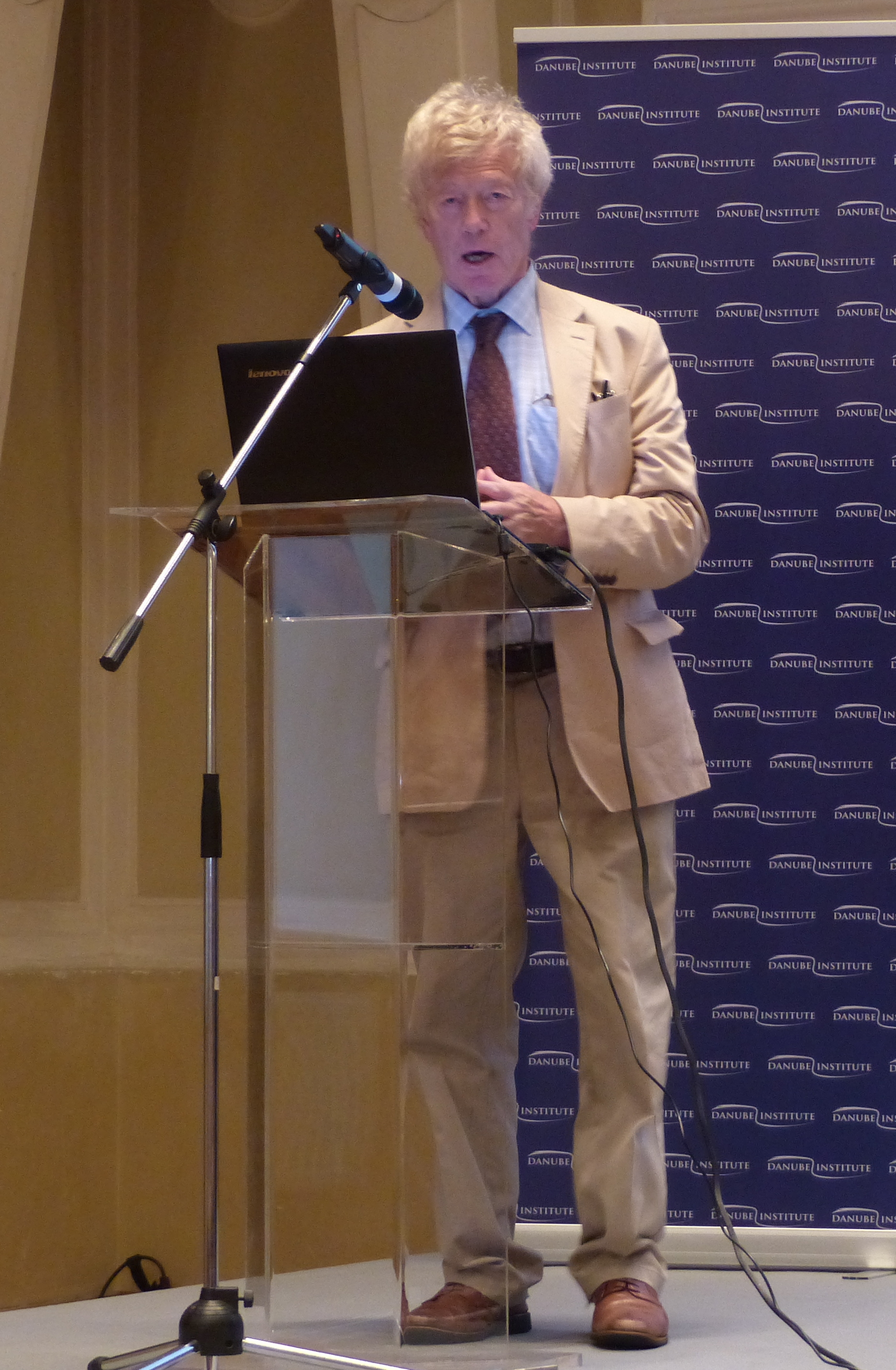
Роджер Скрутон, философ и активист
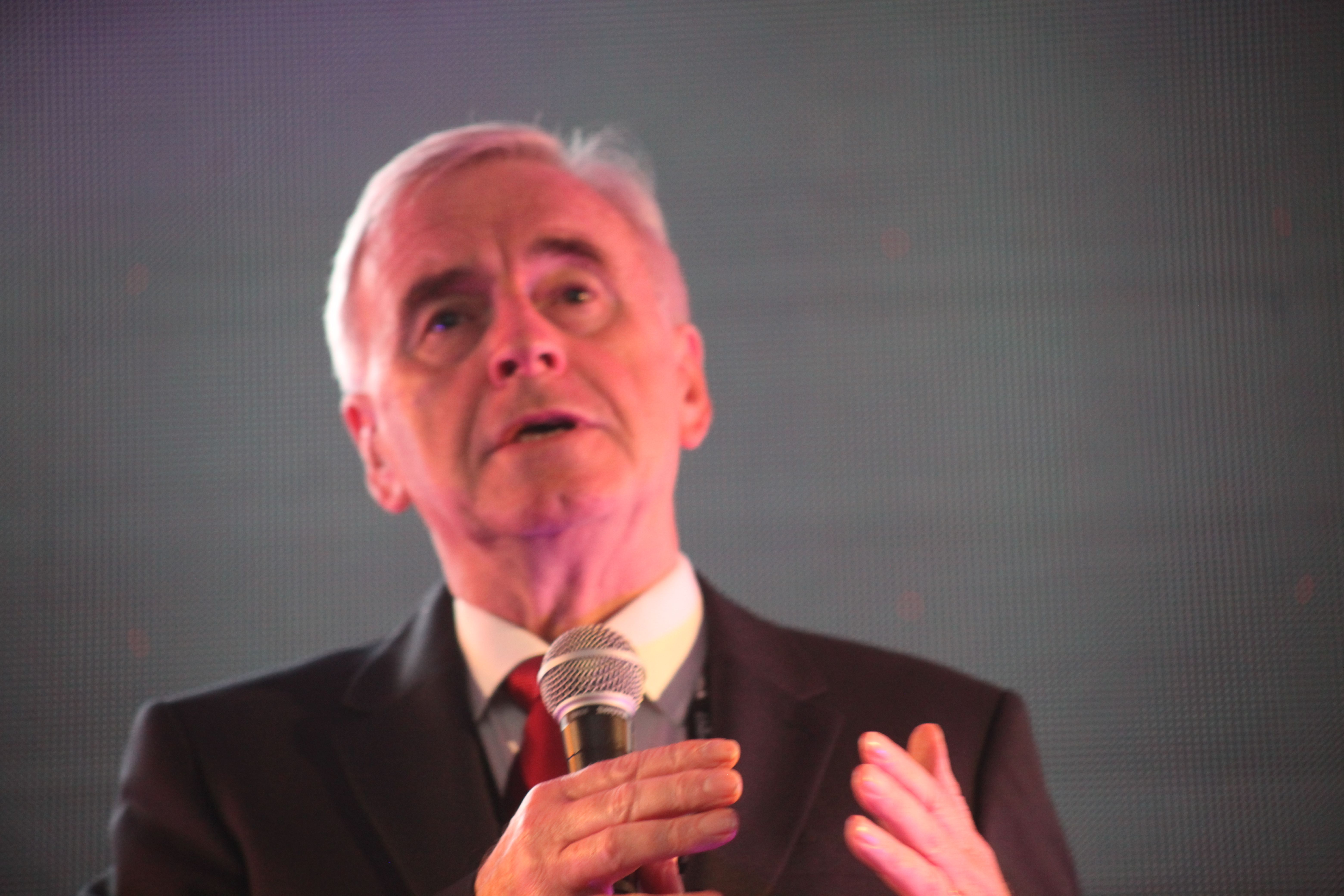
Джон Макдоннелл, член парламента и бывший канцлер казначейства
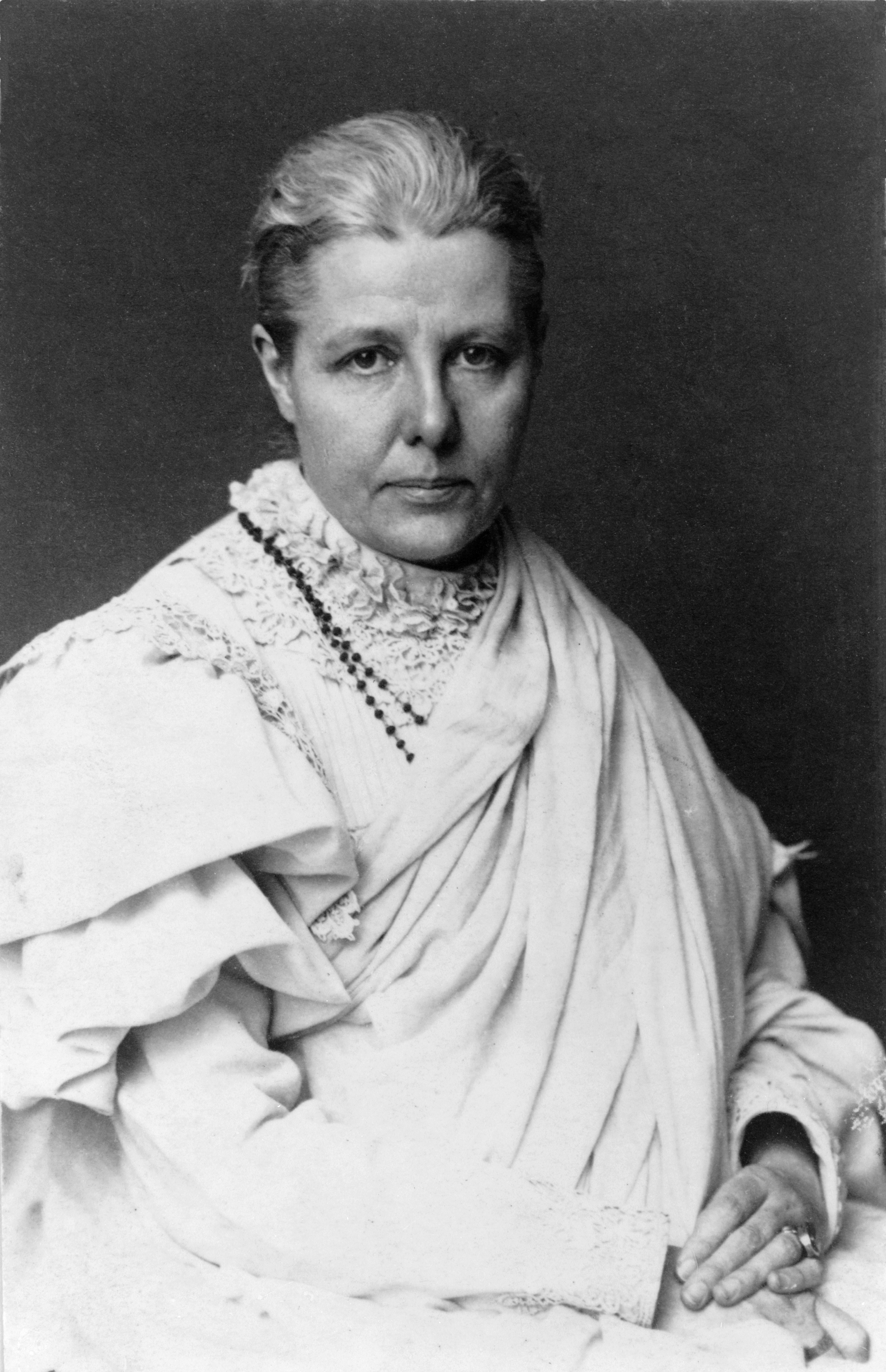
Анни Безант, теософ, борец за права женщин, писатель и филантроп.